# Заріч'є (Каргапольський район)
Зарі́ч'є (рос. Заречье) — присілок у складі Каргапольського району Курганської області, Росія. Входить до складу Майської сільської ради.
Населення — 81 особа (2010, 91 у 2002).
Національний склад населення станом на 2002 рік: росіяни — 93 %.